# Clásico RCN 2024
Le Clásico RCN 2024 "Homenaje Dauphiné Libéré 40 años" (nom officiel) est une course cycliste par étapes qui a lieu du 21 septembre au 29 septembre 2024. La soixante-quatrième édition du Clásico RCN n'est pas inscrite au calendrier de l'UCI America Tour 2024. Vainqueur de quatre étapes, Kevin Castillo remporte la compétition.

## Étapes
| Étape     | Date         | Villes étapes                       |  | Distance (km) | Vainqueur d’étape | Leader du classement général |
| --------- | ------------ | ----------------------------------- |  | ------------- | ----------------- | ---------------------------- |
| 1re étape | 21 septembre | Cúcuta - Malecón (es)               |  | 33            | Medellín - EPM    | Aldemar Reyes                |
| 2e étape  | 22 septembre | Chinácota - Berlín (Tona)           |  | 133           | Jhonatan Chaves   | Rodrigo Contreras            |
| 3e étape  | 23 septembre | Lebrija - Puerto Berrío             |  | 221,5         | Wilmar Paredes    | Rodrigo Contreras            |
| 4e étape  | 24 septembre | Puerto Salgar - Ibagué              |  | 169           | Kevin Castillo    | Rodrigo Contreras            |
| 5e étape  | 25 septembre | Ibagué - Manizales (Alto de Chipre) |  | 181           | Kevin Castillo    | Kevin Castillo               |
| 6e étape  | 26 septembre | Armenia - Cali (Cristo Rey)         |  | 195           | Kevin Castillo    | Kevin Castillo               |
| 7e étape  | 27 septembre | Palmira - Pereira                   |  | 186           | Alejandro Osorio  | Kevin Castillo               |
| 8e étape  | 28 septembre | Viterbo - Caldas                    |  | 194           | Kevin Castillo    | Kevin Castillo               |
| 9e étape  | 29 septembre | Bello - Alto Cuartas (Bello)        |  | 11,2          | Wilson Peña       | Kevin Castillo               |

## Récit de la course

### 1reétape
Le Team Medellín-EPM domine le "chrono" par équipes et place Óscar Sevilla à la tête du classement général.
Classement de l'étape
|      | Équipe                | Pays       |    | Temps       |
| ---- | --------------------- | ---------- | -- | ----------- |
| 1    | Medellín-EPM          | Colombie   | en | 39 min 5 s  |
| 2    | NU Colombia           | Colombie   | en | 39 min 50 s |
| 3    | 7C Economy Costa Rica | Costa Rica | en | 39 min 55 s |
| 4    | GW Erco Shimano       | Colombie   | en | 39 min 58 s |
| ...6 | Sistecrédito          | Colombie   | en | 40 min 54 s |

Classement général
|       | Coureur           | Pays             | Équipe          |    | Temps      |
| ----- | ----------------- | ---------------- | --------------- | -- | ---------- |
| 1     | Óscar Sevilla     | Colombie Espagne | Medellín-EPM    | en | 39 min 5 s |
| 2     | Aldemar Reyes     | Colombie         | Medellín-EPM    |    | m.t.       |
| 3     | Brayan Sánchez    | Colombie         | Medellín-EPM    |    | m.t.       |
| ...8  | Rodrigo Contreras | Colombie         | NU Colombia     | à  | 10 s       |
| ...10 | Cristian Muñoz    | Colombie         | NU Colombia     | à  | 10 s       |
| ...18 | Diego Pescador    | Colombie         | GW Erco Shimano | à  | 30 s       |
| 19    | Robinson López    | Colombie         | GW Erco Shimano | à  | 30 s       |
| ...36 | Kevin Castillo    | Colombie         | Sistecrédito    | à  | 40 s       |

### 2eétape
Jhonatan Chaves (NU Colombia) gagne l'étape en solitaire tandis que son coéquipier Rodrigo Contreras s'empare du maillot jaune de leader de l'épreuve.
Classement de l'étape
|       | Coureur           | Pays     | Équipe          |    | Temps           |
| ----- | ----------------- | -------- | --------------- | -- | --------------- |
| 1     | Jhonatan Chaves   | Colombie | NU Colombia     | en | 4 h 15 min 59 s |
| 2     | Brandon Rojas     | Colombie | GW Erco Shimano | à  | 20 s            |
| 3     | Diego Pescador    | Colombie | GW Erco Shimano | à  | 38 s            |
| 4     | Kevin Castillo    | Colombie | Sistecrédito    | à  | 38 s            |
| 5     | Rodrigo Contreras | Colombie | NU Colombia     | à  | 38 s            |
| 6     | Robinson López    | Colombie | GW Erco Shimano | à  | 38 s            |
| ...10 | Cristian Muñoz    | Colombie | NU Colombia     | à  | 49 s            |

Classement général
|      | Coureur              | Pays     | Équipe          |    | Temps           |
| ---- | -------------------- | -------- | --------------- | -- | --------------- |
| 1    | Rodrigo Contreras    | Colombie | NU Colombia     | en | 4 h 55 min 52 s |
| 2    | Cristian Muñoz       | Colombie | NU Colombia     | à  | 11 s            |
| 3    | Andrés Camilo Ardila | Colombie | NU Colombia     | à  | 14 s            |
| 4    | Diego Pescador       | Colombie | GW Erco Shimano | à  | 16 s            |
| 5    | Robinson López       | Colombie | GW Erco Shimano | à  | 20 s            |
| ...9 | Kevin Castillo       | Colombie | Sistecrédito    | à  | 40 s            |

### 3eétape
Wilmar Paredes (Medellín-EPM) remporte l'étape pendant que Rodrigo Contreras (NU Colombia) garde sa place au sommet du classement général.
Classement de l'étape
|      | Coureur          | Pays     | Équipe          |    | Temps          |
| ---- | ---------------- | -------- | --------------- | -- | -------------- |
| 1    | Wilmar Paredes   | Colombie | Medellín-EPM    | en | 5 h 1 min 20 s |
| 2    | Juan Diego Hoyos | Colombie | Sistecrédito    |    | m.t.           |
| 3    | Cristian Vélez   | Colombie | GW Erco Shimano |    | m.t.           |
| ...6 | Kevin Castillo   | Colombie | Sistecrédito    |    | m.t.           |

Classement général
|      | Coureur              | Pays     | Équipe          |    | Temps           |
| ---- | -------------------- | -------- | --------------- | -- | --------------- |
| 1    | Rodrigo Contreras    | Colombie | NU Colombia     | en | 9 h 57 min 12 s |
| 2    | Cristian Muñoz       | Colombie | NU Colombia     | à  | 11 s            |
| 3    | Andrés Camilo Ardila | Colombie | NU Colombia     | à  | 14 s            |
| 4    | Diego Pescador       | Colombie | GW Erco Shimano | à  | 16 s            |
| ...6 | Robinson López       | Colombie | GW Erco Shimano | à  | 20 s            |
| ...9 | Kevin Castillo       | Colombie | Sistecrédito    | à  | 40 s            |

### 4eétape
Kevin Castillo (Sistecrédito) remporte l'étape alors que Rodrigo Contreras (NU Colombia) conserve son maillot de leader de la course.
Classement de l'étape
|   | Coureur           | Pays     | Équipe          |    | Temps          |
| - | ----------------- | -------- | --------------- | -- | -------------- |
| 1 | Kevin Castillo    | Colombie | Sistecrédito    | en | 4 h 8 min 34 s |
| 2 | Adrián Bustamante | Colombie | GW Erco Shimano |    | m.t.           |
| 3 | Aldemar Reyes     | Colombie | Medellín-EPM    |    | m.t.           |

Classement général
|      | Coureur              | Pays     | Équipe          |    | Temps           |
| ---- | -------------------- | -------- | --------------- | -- | --------------- |
| 1    | Rodrigo Contreras    | Colombie | NU Colombia     | en | 14 h 5 min 46 s |
| 2    | Cristian Muñoz       | Colombie | NU Colombia     | à  | 11 s            |
| 3    | Andrés Camilo Ardila | Colombie | NU Colombia     | à  | 14 s            |
| 4    | Diego Pescador       | Colombie | GW Erco Shimano | à  | 16 s            |
| ...7 | Robinson López       | Colombie | GW Erco Shimano | à  | 20 s            |
| ...9 | Kevin Castillo       | Colombie | Sistecrédito    | à  | 30 s            |

### 5eétape
Kevin Castillo (Sistecrédito) remporte sa deuxième victoire d'étape en deux jours et s'empare du même coup de la tête du classement général.
Classement de l'étape
|       | Coureur           | Pays     | Équipe                                                   |    | Temps          |
| ----- | ----------------- | -------- | -------------------------------------------------------- | -- | -------------- |
| 1     | Kevin Castillo    | Colombie | Sistecrédito                                             | en | 5 h 14 min 8 s |
| 2     | Yesid Pira        | Colombie | Alcaldía de Manizales- 100% Huevos-Gobernación de Caldas | à  | 18 s           |
| 3     | Edgar Pinzón      | Colombie | GW Erco Shimano                                          | à  | 18 s           |
| 4     | Cristian Muñoz    | Colombie | NU Colombia                                              | à  | 18 s           |
| 5     | Diego Pescador    | Colombie | GW Erco Shimano                                          | à  | 18 s           |
| ...7  | Robinson López    | Colombie | GW Erco Shimano                                          | à  | 18 s           |
| ...10 | Rodrigo Contreras | Colombie | NU Colombia                                              | à  | 35 s           |

Classement général
|      | Coureur           | Pays     | Équipe          |    | Temps            |
| ---- | ----------------- | -------- | --------------- | -- | ---------------- |
| 1    | Kevin Castillo    | Colombie | Sistecrédito    | en | 19 h 20 min 14 s |
| 2    | Cristian Muñoz    | Colombie | NU Colombia     | à  | 9 s              |
| 3    | Diego Pescador    | Colombie | GW Erco Shimano | à  | 14 s             |
| ...5 | Rodrigo Contreras | Colombie | NU Colombia     | à  | 15 s             |
| 6    | Robinson López    | Colombie | GW Erco Shimano | à  | 18 s             |

### 6eétape
Kevin Castillo (Sistecrédito) gagne sa troisième victoire d'étape et renforce sa place au classement général.
Classement de l'étape
|       | Coureur           | Pays     | Équipe          |    | Temps          |
| ----- | ----------------- | -------- | --------------- | -- | -------------- |
| 1     | Kevin Castillo    | Colombie | Sistecrédito    | en | 4 h 2 min 41 s |
| 2     | Aldemar Reyes     | Colombie | Medellín-EPM    | à  | 1 s            |
| 3     | Adrián Bustamante | Colombie | GW Erco Shimano | à  | 1 s            |
| 4     | Cristian Muñoz    | Colombie | NU Colombia     | à  | 4 s            |
| ...6  | Diego Pescador    | Colombie | GW Erco Shimano | à  | 4 s            |
| ...10 | Robinson López    | Colombie | GW Erco Shimano | à  | 9 s            |
| ...13 | Rodrigo Contreras | Colombie | NU Colombia     | à  | 41 s           |

Classement général
|      | Coureur           | Pays     | Équipe          |    | Temps            |
| ---- | ----------------- | -------- | --------------- | -- | ---------------- |
| 1    | Kevin Castillo    | Colombie | Sistecrédito    | en | 23 h 22 min 45 s |
| 2    | Cristian Muñoz    | Colombie | NU Colombia     | à  | 22 s             |
| 3    | Diego Pescador    | Colombie | GW Erco Shimano | à  | 28 s             |
| ...5 | Robinson López    | Colombie | GW Erco Shimano | à  | 37 s             |
| ...8 | Rodrigo Contreras | Colombie | NU Colombia     | à  | 1 min 6 s        |

### 7eétape
Alejandro Osorio (GW Erco Shimano) s'impose devant Sergio Henao (NU Colombia) comme lors de la troisième étape du Tour de Colombie 2024. Kevin Castillo (Sistecrédito) conserve la tête du classement général.
Classement de l'étape
|   | Coureur          | Pays     | Équipe                       |    | Temps          |
| - | ---------------- | -------- | ---------------------------- | -- | -------------- |
| 1 | Alejandro Osorio | Colombie | GW Erco Shimano              | en | 4 h 6 min 33 s |
| 2 | Sergio Henao     | Colombie | NU Colombia                  | à  | 7 s            |
| 3 | Anderson Castro  | Colombie | Colombia Potencia de la Vida | à  | 20 s           |
| 4 | Kevin Castillo   | Colombie | Sistecrédito                 | à  | 20 s           |

Classement général
|      | Coureur           | Pays     | Équipe          |    | Temps            |
| ---- | ----------------- | -------- | --------------- | -- | ---------------- |
| 1    | Kevin Castillo    | Colombie | Sistecrédito    | en | 27 h 29 min 38 s |
| 2    | Cristian Muñoz    | Colombie | NU Colombia     | à  | 22 s             |
| 3    | Diego Pescador    | Colombie | GW Erco Shimano | à  | 28 s             |
| ...5 | Robinson López    | Colombie | GW Erco Shimano | à  | 37 s             |
| ...8 | Rodrigo Contreras | Colombie | NU Colombia     | à  | 1 min 6 s        |

### 8eétape
Kevin Castillo (Sistecrédito) s'octroie sa quatrième victoire d'étape. Il reste ainsi en tête du classement général.
Classement de l'étape
|      | Coureur           | Pays     | Équipe          |    | Temps          |
| ---- | ----------------- | -------- | --------------- | -- | -------------- |
| 1    | Kevin Castillo    | Colombie | Sistecrédito    | en | 5 h 7 min 30 s |
| 2    | Robinson López    | Colombie | GW Erco Shimano | à  | 2 s            |
| 3    | Adrián Bustamante | Colombie | GW Erco Shimano | à  | 37 s           |
| 4    | Cristian Muñoz    | Colombie | NU Colombia     | à  | 37 s           |
| 5    | Diego Pescador    | Colombie | GW Erco Shimano | à  | 37 s           |
| ...7 | Rodrigo Contreras | Colombie | NU Colombia     | à  | 1 min 38 s     |

Classement général
|      | Coureur           | Pays     | Équipe          |    | Temps            |
| ---- | ----------------- | -------- | --------------- | -- | ---------------- |
| 1    | Kevin Castillo    | Colombie | Sistecrédito    | en | 32 h 36 min 58 s |
| 2    | Robinson López    | Colombie | GW Erco Shimano | à  | 42 s             |
| 3    | Cristian Muñoz    | Colombie | NU Colombia     | à  | 1 min 9 s        |
| 4    | Diego Pescador    | Colombie | GW Erco Shimano | à  | 1 min 15 s       |
| ...7 | Rodrigo Contreras | Colombie | NU Colombia     | à  | 2 min 52 s       |

### 9eétape
Wilson Peña remporte l'étape ce qui n'empêche pas Kevin Castillo de remporter la 64e édition du Clásico RCN.
Classement de l'étape
|       | Coureur           | Pays     | Équipe          |    | Temps       |
| ----- | ----------------- | -------- | --------------- | -- | ----------- |
| 1     | Wilson Peña       | Colombie | Sistecrédito    | en | 38 min 37 s |
| 2     | Rodrigo Contreras | Colombie | NU Colombia     | à  | 41 s        |
| 3     | Diego Pescador    | Colombie | GW Erco Shimano | à  | 1 min 18 s  |
| 4     | Cristian Muñoz    | Colombie | NU Colombia     | à  | 1 min 18 s  |
| ...6  | Robinson López    | Colombie | GW Erco Shimano | à  | 1 min 30 s  |
| ...10 | Kevin Castillo    | Colombie | Sistecrédito    | à  | 1 min 40 s  |

## Classements finals

### Classement général
| \| Classement général \| Classement général \| Classement général \| Classement général \| Classement général \| \| Coureur \| Coureur \| Pays \| Équipe \| Temps \| \| ------------------ \| ------------------ \| ------------------ \| ------------------------------------------------ \| ------------------ \| \| 1er \| Kevin Castillo \| Colombie \| Team Sistecrédito \| 33 h 17 min 15 s \| \| 2e \| Robinson López \| Colombie \| GW Shimano \| + 32 s \| \| 3e \| Cristian Muñoz \| Colombie \| NU Colombia \| + 47 s \| \| 4e \| Diego Pescador \| Colombie \| GW Shimano \| + 53 s \| \| 5e \| Rodrigo Contreras \| Colombie \| NU Colombia \| + 1 min 53 s \| \| 6e \| Wilson Peña \| Colombie \| Team Sistecrédito \| + 2 min 18 s \| \| 7e \| Adrián Bustamante \| Colombie \| GW Shimano \| + 2 min 34 s \| \| 8e \| Yesid Pira \| Colombie \| Alcaldía de Manizales-100% Huevos-Gob. de Caldas \| + 3 min 06 s \| \| 9e \| Javier Jamaica \| Colombie \| Team Medellín \| + 3 min 47 s \| \| 10e \| Daniel Méndez \| Colombie \| NU Colombia \| + 4 min 53 s \| |                   |          |                                                  |                  |
| |                   |          |                                                  |                  |
| |                   |          |                                                  |                  |
| Classement général |                   |          |                                                  |                  |
| Coureur | Coureur           | Pays     | Équipe                                           | Temps            |
| 1er | Kevin Castillo    | Colombie | Team Sistecrédito                                | 33 h 17 min 15 s |
| 2e | Robinson López    | Colombie | GW Shimano                                       | + 32 s           |
| 3e | Cristian Muñoz    | Colombie | NU Colombia                                      | + 47 s           |
| 4e | Diego Pescador    | Colombie | GW Shimano                                       | + 53 s           |
| 5e | Rodrigo Contreras | Colombie | NU Colombia                                      | + 1 min 53 s     |
| 6e | Wilson Peña       | Colombie | Team Sistecrédito                                | + 2 min 18 s     |
| 7e | Adrián Bustamante | Colombie | GW Shimano                                       | + 2 min 34 s     |
| 8e | Yesid Pira        | Colombie | Alcaldía de Manizales-100% Huevos-Gob. de Caldas | + 3 min 06 s     |
| 9e | Javier Jamaica    | Colombie | Team Medellín                                    | + 3 min 47 s     |
| 10e | Daniel Méndez     | Colombie | NU Colombia                                      | + 4 min 53 s     |

### Classement par points
| Classement par points | Classement par points | Classement par points | Classement par points | Classement par points |
| Coureur               | Coureur               | Pays                  | Équipe                | Points                |
| --------------------- | --------------------- | --------------------- | --------------------- | --------------------- |
| 1er                   | Kevin Castillo        | Colombie              | Team Sistecrédito     | 83 pts                |
| 2e                    | Diego Pescador        | Colombie              | GW Shimano            | 47 pts                |
| 3e                    | Adrián Bustamante     | Colombie              | GW Shimano            | 46 pts                |

### Classement du meilleur grimpeur
| Classement de la montagne | Classement de la montagne | Classement de la montagne | Classement de la montagne              | Classement de la montagne |
| Coureur                   | Coureur                   | Pays                      | Équipe                                 | Points                    |
| ------------------------- | ------------------------- | ------------------------- | -------------------------------------- | ------------------------- |
| 1er                       | César David Guavita       | Colombie                  | Colombia Potencia de la Vida-Strongman | 40 pts                    |
| 2e                        | Yesid Pira                | Colombie                  |                                        | 36 pts                    |
| 3e                        | Kevin Castillo            | Colombie                  | Team Sistecrédito                      | 32 pts                    |

### Classement des moins de 23 ans
| Classement du meilleur jeune | Classement du meilleur jeune | Classement du meilleur jeune | Classement du meilleur jeune | Classement du meilleur jeune |
| Coureur                      | Coureur                      | Pays                         | Équipe                       | Temps                        |
| ---------------------------- | ---------------------------- | ---------------------------- | ---------------------------- | ---------------------------- |
| 1er                          | Diego Pescador               | Colombie                     | GW Shimano                   | 33 h 18 min 08 s             |
| 2e                           | Juan Felipe Rodríguez        | Colombie                     |                              | + 13 min 25 s                |
| 3e                           | José Misael Urián            | Colombie                     | Team Sistecrédito            | + 18 min 58 s                |

### Classement par équipes
| Classement par équipes | Classement par équipes | Classement par équipes | Classement par équipes |
| Équipe                 | Équipe                 | Pays                   | Temps                  |
| ---------------------- | ---------------------- | ---------------------- | ---------------------- |
| 1re                    | GW Erco Shimano        | Colombie               | 98 h 36 min 15 s       |
| 2e                     | NU Colombia            | Colombie               | + 3 min 48 s           |
| 3e                     | Medellín-EPM           | Colombie               | + 18 min 08 s          |

## Évolution des classements
| Étapes             | Vainqueur          | Classement général | Classement du meilleur jeune | Classement par points | Classement de la montagne | Classement des étapes volantes | Classement des sprints spéciaux | Classement du combiné    | Classement par équipes |
| ------------------ | ------------------ | ------------------ | ---------------------------- | --------------------- | ------------------------- | ------------------------------ | ------------------------------- | ------------------------ | ---------------------- |
| 1re étape          | Medellín-EPM       | Óscar Sevilla      | Luis Aguilar                 | Rafael Pineda         | Josué González            | Diego Pescador                 | Sergio Osorio                   | Wilson Peña              | Medellín-EPM           |
| 2e étape           | Jhonatan Chaves    | Rodrigo Contreras  | Diego Pescador               | Jhonatan Chaves       | David Hoyos               | Alejandro Osorio               | Mateo Sánchez                   | David Alejandro González | NU Colombia            |
| 3e étape           | Wilmar Paredes     | Rodrigo Contreras  | Diego Pescador               | Alejandro Osorio      | David Hoyos               | Alejandro Osorio               | Róbigzon Oyola                  | David Alejandro González | NU Colombia            |
| 4e étape           | Kevin Castillo     | Rodrigo Contreras  | Diego Pescador               | Kevin Castillo        | David Hoyos               | Alejandro Osorio               | Leison Maca                     | Cristian Vélez           | NU Colombia            |
| 5e étape           | Kevin Castillo     | Kevin Castillo     | Diego Pescador               | Kevin Castillo        | César David Guavita       | Alejandro Osorio               | Leison Maca                     | Aldemar Reyes            | GW Erco Shimano        |
| 6e étape           | Kevin Castillo     | Kevin Castillo     | Diego Pescador               | Kevin Castillo        | César David Guavita       | Alejandro Osorio               | Leison Maca                     | Cristian Muñoz           | GW Erco Shimano        |
| 7e étape           | Alejandro Osorio   | Kevin Castillo     | Diego Pescador               | Kevin Castillo        | César David Guavita       | Alejandro Osorio               | Leison Maca                     | Cristian Muñoz           | GW Erco Shimano        |
| 8e étape           | Kevin Castillo     | Kevin Castillo     | Diego Pescador               | Kevin Castillo        | César David Guavita       | Alejandro Osorio               | Leison Maca                     | Robinson López           | GW Erco Shimano        |
| 9e étape           | Wilson Peña        | Kevin Castillo     | Diego Pescador               | Kevin Castillo        | César David Guavita       | Alejandro Osorio               | Leison Maca                     | Robinson López           | GW Erco Shimano        |
| Classements finals | Classements finals | Kevin Castillo     | Diego Pescador               | Kevin Castillo        | César David Guavita       | Alejandro Osorio               | Leison Maca                     | Robinson López           | GW Erco Shimano        |